# 미스터 매키
미스터 매키(Mr. Mackey)는 사우스 파크 만화영화 시리즈에 나오는 가상의 등장인물이다. 본명은 미상이다. 맥키의 목소리는 트레이 파커가 맡았다. 미스터 맥키는 학교 상담가로, 그의 거대한 머리와, 문장에 "그래/음케이(m'kay)"를 삽입하는 것으로 잘 알려져 있다.
그는 이따금씩 학교 교실에서 수업을 가르치기도 하고, 촉손딕 선생님에게 성교육을 교육받기도 하였다. 그는 촉손딕 선생님이 죽을 때까지 그녀와 성적 관계를 유지하였다. 그리고 그녀가 죽자, 그는 게리슨 선생님이 돌아올 때까지 4학년 수업을 맡기도 하였다.

## 그가 현저하게 드러난 에피소드
- Mr. Hankey, the Christmas Poo - 카일에게 미스터 행키가 없다고 납득시킨다.
- Ike's Wee Wee - 약물 교육 시간 동안, 맥키는 대마초를 교실에서 돌리다가 잊어버린다. (애들은 마리화나를 훔치지 않았지만, 나중에 게리슨 선생님이 마리화나를 훔친 진짜 범인이었다는 사실이 밝혀진다.) 이 일로 인해서, 맥키는 학교에서 짤리고, 그의 집주인이 그를 쫓아내버린다. 기분이 울적한 맥키는 결국에는 마약을 먹게 되고, 히피처럼 생활하다가, 인도에서 짐보가 고용한 A특공대에 의해서 치료받게 된다.
- Roger Ebert Should Lay Off the Fatty Foods - 플라테리움이 마을 사람들에게 세뇌하지 못하도록 노력한다. 그러나, 그 자신이 잡히고 만다.
- Rainforest Schmainforest - 애들을 "Getting Gay with Kids" 합창 캠프에 보내게 된다. 그리고 그들과 산체스에서 합류하게 되고, 코스타리카에서 그들의 공연을 보게 된다.
- Two Guys Naked in a Hot Tub - 유성우 파티를 자기 집에서 연다.
- World Wide Recorder Concert - 전 세계적인 리코더 연주회에 애들과 게리슨 선생님을 따라간다. 게리슨은 그의 아버지가 성추행을 안해줬다는 것 때문에 그의 아버지에게 감정을 가지고 있다. 그리고 맥키는 미스터 헷과 기괴한 싸움을 하게 되고, 그 싸움에서 그가 졌다고 인정하게 된다.
- South Park: Bigger, Longer & Uncut - 아이들과 욕을 멀리하는 노래를 부른다. 그리고 미국과 캐나다의 전쟁에 참전하게 된다.
- Proper Condom Use - 성교육을 아이들에게 가르친다. 그리고 촉손딕 선생님과 성행위와, 교육과정에 대해서 토의한다.
- Butt Out - 카트먼과, 스탠, 카일이 담배 피우는 것을 잡는다.
- Mystery of the Urinal Deuce - 학생 중 한 명이 소변기에 대변을 눈 것을 찾는다.

## 기타 잡다한 상식
- 미스터 맥키는 트레이 파커의 고등학교 상담가였던 미스터 랙키를 모델로 하였다.
- Ike's Wee Wee 에피소드에서 미스터 맥키의 머리는 다른 사우스 파크 등장인물과 머리크기가 같다고 암시하고 있다. 그러나, 그가 꽉 조은 넥타이 때문에, 그의 머리가 크게 된 것이다. 그러나 그는 Proper Condom Use 에피소드에서 "나이가 들면 들수록 머리만 커지고 나머지 부분은 자라지 않았어요" 라고 그의 인생중 한 부분에 대해서 말했다. 이 에피소드에서는 그가 넥타이를 풀어도, 머리 크기가 그대로인 것을 볼 수 있다.
- Child Abduction Is Not Funny 에피소드에서, 우리는 미스터 맥키의 부모님을 볼 수 있는데, 그들또한 "m'kay"를 말하며, 그와 매우 유사한 공통점이 있다는 것을 볼 수 있다.
- "m'kay"라고 말하는 것은 Beavis and Butt-head의 Mr. Van Driessen의 특징과 유사하다.
- Rainforest Schmainforest 에피소드에서 우리는 미스터 맥키가 스페인어가 유창하다는 것을 볼 수 있다. 그리고 심지어 코스타리카 대통령이 "m'bien"이라고 말하는 것을 들을 수 있다.